# Podělusy
Podělusy jsou část města Týnec nad Sázavou v okrese Benešov. Nachází se na levém břehu Sázavy 1 km na západ do centra Týnce nad Sázavou. V roce 2009 zde bylo evidováno 149 adres. Podělusy je také název katastrálního území o rozloze 1,94 km².

## Historie
První písemná zmínka o vesnici pochází z roku 1284.
Za druhé světové války se ves stala součástí vojenského cvičiště Zbraní SS Benešov a její obyvatelé se museli 15. září 1942 vystěhovat.

## Další fotografie

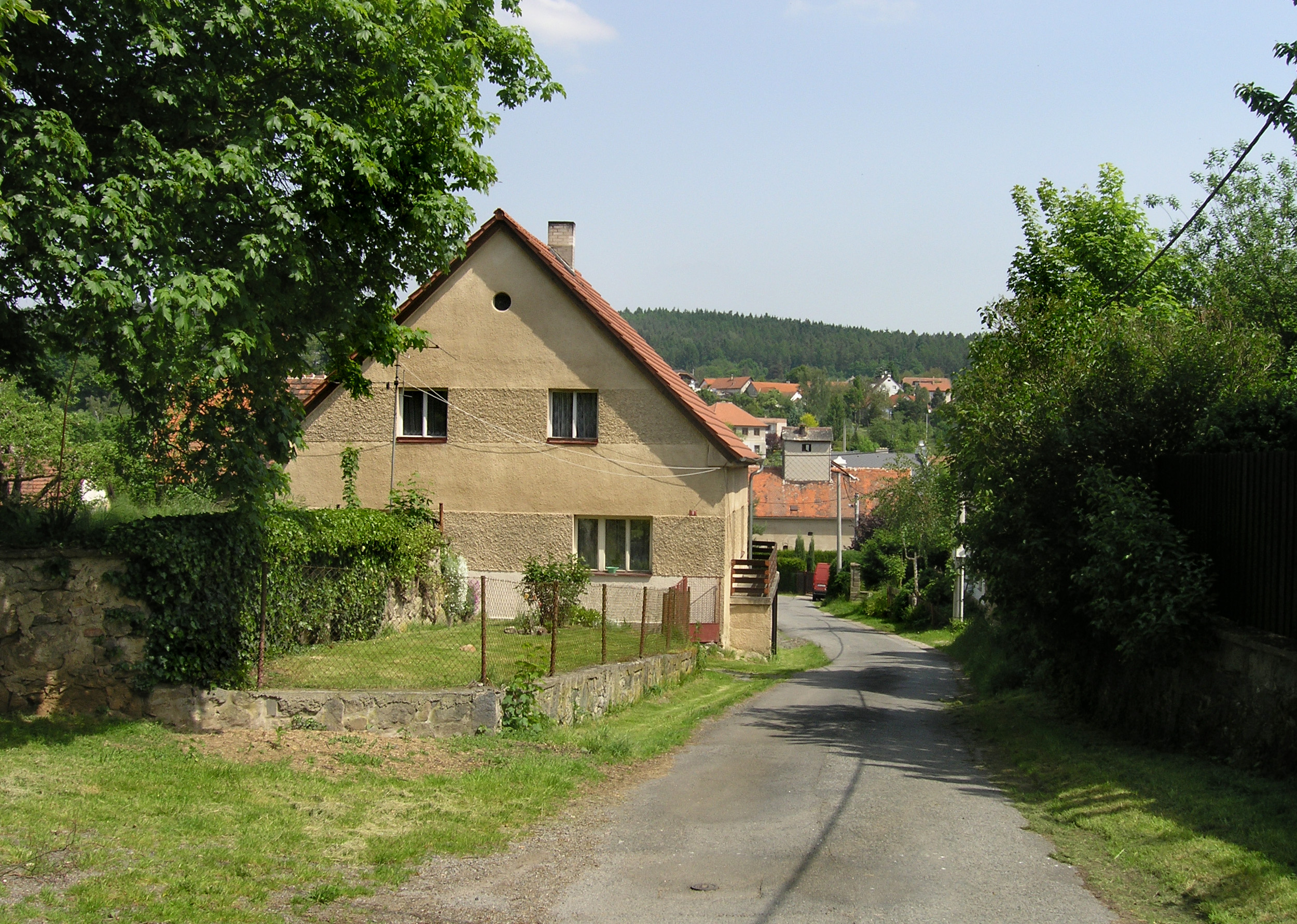
Ulička směrem k Sázavě
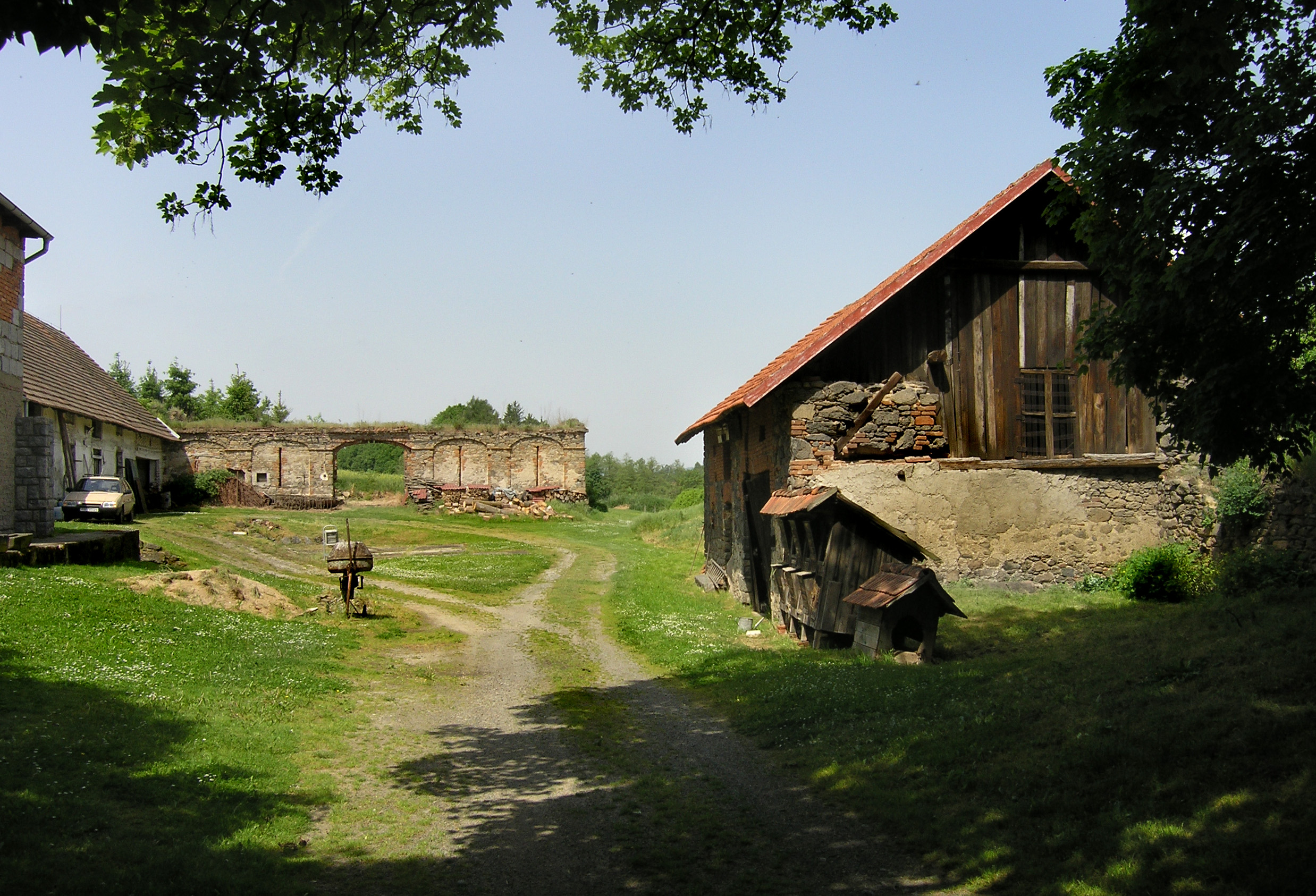
Rozpadající se statek
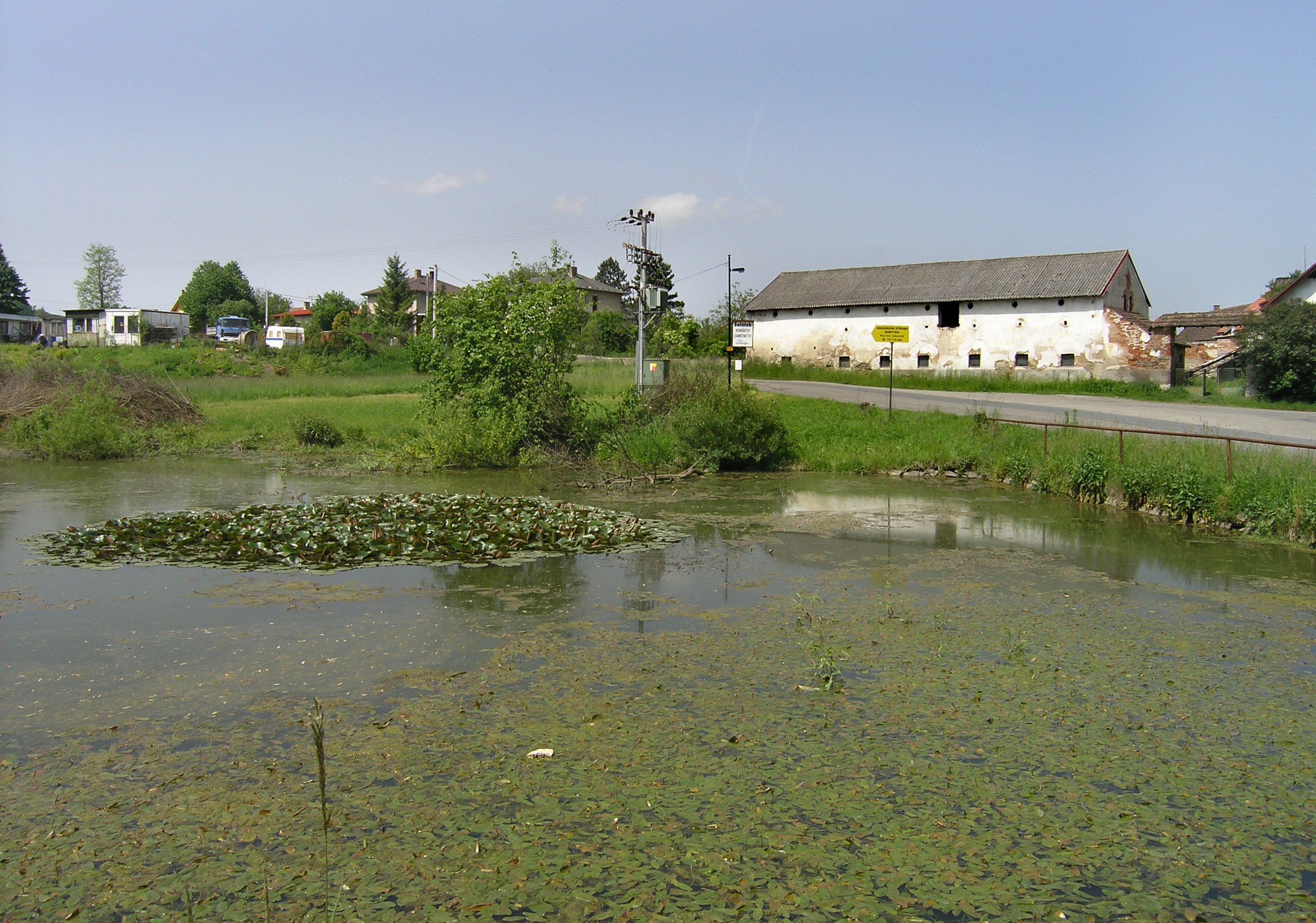
Zarostlý rybník